# Glen Garioch
Glen Garioch – najbardziej wysunięta na wschód destylarnia Szkocji. Została wybudowana przez Thomasa Simpsona w 1785 w miejscowości Old Meldrum koło Aberdeen. W roku 1968 destylarnia została zamknięta, powodem tego było wysychanie studni, z których zakład pobierał wodę do produkcji.

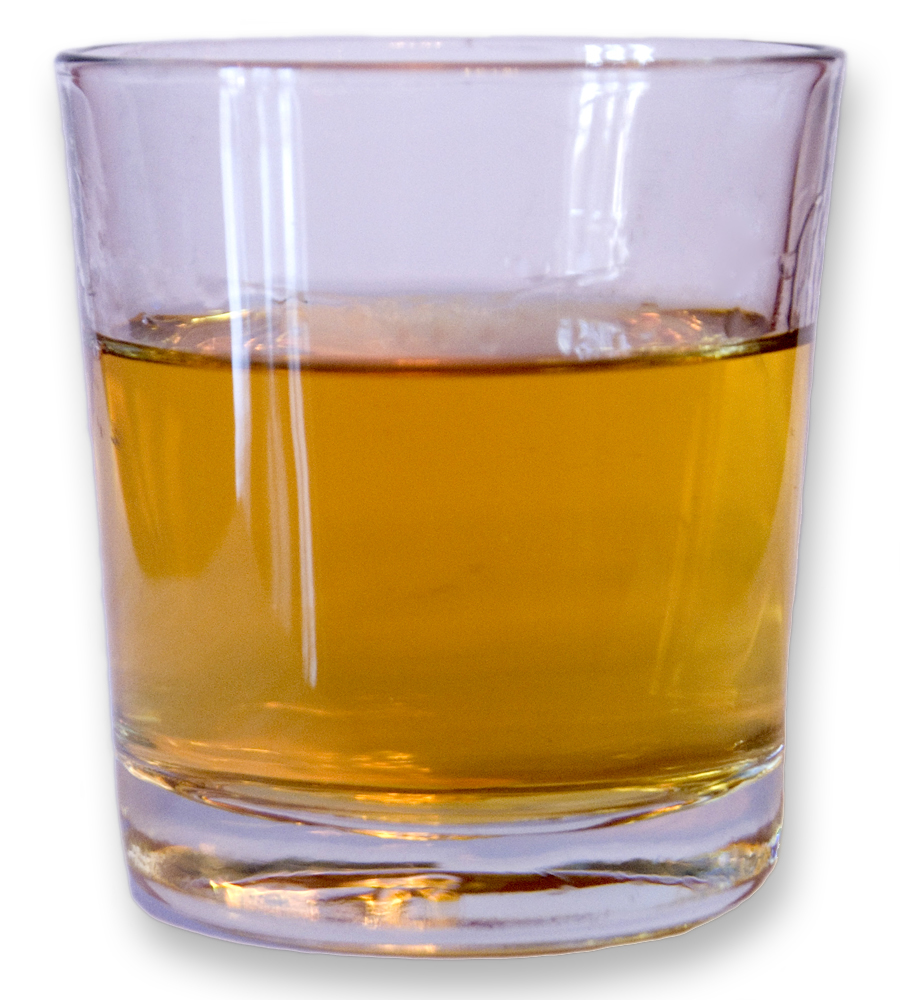
szklanka whisky

W 1970 roku Glen Garioch został kupiony przez Morrison Bowmore Distillery Ltd, stając się tym samym trzecią destylarnią, po Bowmore i Auchentoshan, należącą do Stanleya P. Morrisona. Firma ta jest częścią japońskiego koncernu Suntory. Dzięki inwestycjom właścicieli przebito się do źródła dobrej jakości wody i wywiercono dla zakładu nowe studnie głębinowe. Morrison zrezygnował z używania węgla w procesie produkcyjnym i zastąpił go gazem pochodzącym z Morza Północnego (był pierwszym gorzelnikiem, który zastosował takie rozwiązanie). Granitowe budynki zakładu zachowały dawny wygląd, wciąż wykorzystuje się w nim słodownie klepiskowe. Morrison zainstalował też w zakładzie trzeci kocioł destylacyjny. 
Whisky Glen Garioch ma obecnie zdecydowanie mniej torfowy charakter niż 20 lat temu. Posmak torfowy, jaki da się wyczuć w smaku Glen Garioch, pochodzi od suszenia słodu, a nie wody.